# 米勒普萊斯 (紐約州)
米勒普萊斯（英語：Miller Place）是位於美國紐約州薩福克縣的普查規定居民點。

## 人口
根據2020年美國人口普查的數據，米勒普萊斯的面積為20.01平方千米，當中陸地面積為16.96平方千米，而水域面積為3.05平方千米。當地共有人口11723人，而人口密度為每平方千米585.86人。